# Assertio Septem Sacramentorum
O Assertio Septem Sacramentorum (em português: Defesa dos Sete Sacramentos) é um livro escrito pelo rei Henrique VIII de Inglaterra, em 1521.

## História
Henrique começou a escrevê-lo em 1518, enquanto ele estava a ler o ataque de indulgências de Martinho Lutero. Em junho daquele ano, tinha-o revelado a Thomas Wolsey, mas o livro permaneceu em segredo até três anos mais tarde, quando o manuscrito se tornou o primeiro dos dois capítulos do Assertio, sendo o restante constituído de material novo respeitante ao De Captivitate Babylonica de Lutero. Acredita-se que Thomas More estava envolvido na composição da peça.
Scarisbrick descreve o trabalho como "uma das mais bem sucedidas peças das polêmicas Católicas produzidas pela primeira geração de escritores anti-protestante." Ele passou por algumas vinte edições no século XVI, e logo em 1522 tinha aparecido em duas traduções diferentes de alemão.
Foi dedicado ao Papa Leão X, que recompensou Henrique com o título Fidei Defensor (Defensor da Fé), em Outubro de 1521. Este assume uma certa ironia, quando se considera as turbulências religiosas que agitaram a Inglaterra na Reforma Protestante das décadas seguintes. Os sucessivos monarcas britânicos mantiveram este título até hoje, mesmo após a Igreja Anglicana romper com o Catolicismo.
A resposta de Lutero ao Assertio (Contra Henrique, Rei dos Ingleses) foi, contudo, direcionada a Thomas More, que foi, então, Lord Chanceler de Henrique e um dos líderes do partido católico humanista na Inglaterra.